# معركة جبل المر
معركة جبل المر هي إحدى المعارك الشهيرة التي انتصر فيها الجيش المصري بقيادة اللواء محمد الفاتح كريم على قوات إسرائيلية تفوقه في القدرات أثناء حرب أكتوبر 1973. قاد اللواء محمد الفاتح كريم معارك شرسة ضد جيش الاحتلال الإسرائيلي عندما في منطقة جبل المر في سيناء عندما قائداً للواء الثاني مشاة ميكانيكي بالفرقة 19 للجيش الثالث الميداني. حيث كان جبل المر أحد النقاط الحصينة التي تتمركز فيها القوات الإسرائيلية لتصب نيرانها علي مدينة السويس خلال حرب 67 وحرب الاستنزاف، ويبلغ طول الجبل 8.5 كيلو متر وارتفاعه 117 مترا وتحيط به الكثبان الرملية مما يجعل صعود المركبات إليه أمراً شبه مستحيل.